# Zbigniew Gniatkowski
Zbigniew Gniatkowski (ur. 1972 w Radomsku) – polski urzędnik służby cywilnej i dyplomata, ambasador RP w Nowej Zelandii (2014–2020).

## Życiorys
W 1996 ukończył studia romanistyczne na Wydziale Nauk Humanistycznych Katolickiego Uniwersytetu Lubelskiego. Przez 5 lat pracował jako dziennikarz i wydawca serwisów informacyjnych w regionalnych rozgłośniach radiowych oraz jako reporter w lubelskim oddziale Telewizji Polskiej. W 2001 został absolwentem Krajowej Szkoły Administracji Publicznej, po czym został zatrudniony w MSZ w Departamencie Systemu Informacji. W latach 2002–2003 czasowo oddelegowany do ambasad RP w Paryżu i Waszyngtonie, gdzie odpowiadał za kontakty z prasą. W czerwcu 2004, tuż po akcesji Polski do Unii Europejskiej rozpoczął pracę jako rzecznik prasowy w Stałym Przedstawicielstwie RP przy UE w Brukseli. W marcu 2008 podjął pracę w Przedstawicielstwie Komisji Europejskiej w Polsce na stanowisku kierownika wydziału prasy i mediów; od czerwca 2013 pełnił funkcję zastępcy dyrektora Przedstawicielstwa. 27 czerwca 2014 otrzymał nominację na ambasadora RP w Nowej Zelandii. Placówkę objął 18 sierpnia 2014, miesiąc później składając listy uwierzytelniające na ręce gubernatora generalnego Jerry'ego Mateparae. Od 2017 akredytowany był także – jako pierwszy polski ambasador – na Kiribati, Tuvalu, Samoa i Tonga. Pełnienie funkcji zakończył 30 września 2020. Po powrocie z placówki pracował w Centrali MSZ w Departamencie Polonii, a od września 2022 roku w Komisji Europejskiej.
Włada językami: angielskim, francuskim i hiszpańskim.